# Philippe Palasi
Philippe Palasi, né le 25 février 1960 à Neuilly-sur-Seine, est un historien de l'art et de l'héraldique du Moyen Âge à l'époque contemporaine.

## Biographie
Philippe Palasi a consacré ses diplômes universitaires (de la maîtrise à l'habilitation à diriger des recherches) à l'étude de l'héraldique sous la direction de Michel Pastoureau à l'École pratique des hautes études. Sa thèse de doctorat soutenue en 1998 portait sur les Jeux de cartes et les jeux de l'oie héraldiques sous l'Ancien Régime, une pédagogie ludique.
Sa spécialité est l'identification d'armoiries pour laquelle il a créé un site internet personnel.
Enseignant en héraldique à l'École du Louvre entre 1998 et 2020 et membre de l'École doctorale de l'EPHE, il a été le chargé de conférences de Michel Pastoureau à partir de 1999 à l'École pratique des hautes études, section des Sciences historiques et philologiques. Il donne un cours du soir d'héraldique au sein de l'Association Heraldica.
Il est membre de nombreuses sociétés savantes : section d’archéologie et d’histoire de l’art des civilisations médiévales et modernes du Comité des travaux historiques et scientifiques, président de la Société nationale des antiquaires de France en 2019, membre du bureau de la Société française d'héraldique et de sigillographie, et s'est vu remettre des prix par l'Académie française et l'Académie des beaux-arts. Philippe Palasi est chevalier du Mérite agricole, chevalier des Arts et des Lettres et chevalier des Palmes académiques ainsi qu'expert près la cour d'appel de Paris, section héraldique.

## Publications

### Ouvrages
- Répertoire de mots, cris et devises emblématiques dans l'Occident médiéval et moderne, Picard, Paris, 2016, 672 p.
- Les plaques de cheminée héraldiques, Gourcuff-Gradenigo, Paris, 2014, 320 p., 700 ill.
- Armorial historique et monumental de l’Aube, XIIIe – XXe siècles, Archives départementales de l’Aube, Troyes, 2008, 2 vol., 720 p.,  (ISBN 978-2-908-45662-2)
- Armorial historique et monumental de la Haute-Marne, XIIIe – XIXe siècles, Archives départementales de la Haute-Marne - Le Pythagore, Chaumont, 2004, 378 p., 500 ill. couleurs, prix Paul-Marmottan 2004
- Les jeux de cartes et les jeux de l'oie héraldiques aux XVIIe et XVIIIe siècles, une pédagogie ludique en France sous l'ancien régime, (préface de Michel Pastoureau), Ed. Picard, Paris, 2000, 300 p., 384 ill.- Prix Eugène-Carrière de l’Académie française en 200
- « Le Saint Denis de Poussin (Musée des Beaux-Arts de Rouen) : portrait d’un commanditaire » dans le Bulletin de la Société de l’Histoire de l’Art français, année 2016, Paris, 2023, pp. 89-96.

### Ouvrages en collaboration
- Orfèvrerie de la Renaissance et des temps modernes, XVIe, XVIIe et XVIIIe siècles : la collection du Musée du Louvre / Michèle Bimbenet-Privat, Florian Doux, Catherine Gougeon, Louvre éditions, 2022, 3 vol.
- avec Lemaitre Jean-Loup, Vielliard Françoise, Portraits de troubadours, Initiales des chansonniers provençaux (I & K dans Mémoires & documents sur le Bas-Limousin vol. XXVI), Ussel, 2006, 200 p.
- avec Kenber Bilgi, Baudequin François, Marischael Nicolas, Micio Paul, Les cuillers à sucre dans l’orfèvrerie française du XVIIIe siècle, Somogy, 2004, réédition 2005, 255 p.  (ISBN 978-2850567254)
- avec Pastoureau Michel, Desachy Matthieu, L’héraldique et le livre, Somogy, 2002, 141 p.,  (ISBN 2-85056-565-2)
- avec Mabille Gérard, Dion-Tenenbaum Anne, Gougeon Catherine, Collection Puiforcat-Niarchos, Louvre, RMN, 1994, 96 p.
- avec Pastoureau Michel, Une précieuse coupe royale anglaise [XIVe s.], Paris, 1990, 20 p.

### Inventaires
- Armorial monumental de l’Aube et de la Marne, 4500 images héraldiques, 4200 notices familiales, Reliures armoriées, 1200 notices avec illustrations, dans l'Armorial électronique www.palisep.fr, 2009-2014.
- Armorial monumental de la Marne, 2500 images héraldiques, 4300 notices familiales, 2009-2011, Région Champagne-Ardenne, Conseil général de la Marne, DRAC Champagne-Ardenne, dans l'Armorial électronique www.palisep.fr, 2009-2014.

## Distinctions
- Chevalier de l'ordre des Palmes académiques
- Chevalier de l'ordre du Mérite agricole
- Chevalier de l'ordre des Arts et des Lettres